# Крестова, Анастасия Владимировна
Анастасия Владимировна Крестова (род. 31 января 1996, Рудный, Кустанайская область, Казахстан) — казахстанская шорт-трекистка. Участница зимних Олимпийских игр 2018 в Пхёнчхане.

## Биография
В феврале 2017 году завоевала бронзовую медаль в составе сборной Казахстана в эстафете на зимних Азиатских играх в Саппоро. Затем, в том же месяце вновь завоевала бронзу в эстафете на зимней Универсиаде 2017 в Алма-Ате.
Приняла участие на зимних Олимпийских игр 2018 в Пхёнчхане, на которых заняла 26-е место на дистанции 500 м и 21-е место на дистанции 1000 м, на дистанции 1500 м в отборочном забеге получила пенальти и не прошла в следующий этап соревнований.
В декабре 2020 года объявила о завершении спортивной карьеры.